# 虎丸町
虎丸町（とらまるまち）は、福島県郡山市に所在する町丁である。郵便番号は963-8014。

## 地理
郡山市役所本庁所管地域である市街中心部に属する。北で神明町、東で清水台、南で細沼町、西で長者とそれぞれ隣接する。JR郡山駅西側の市街地中心部であり、住居表示が実施されている。さくら通り沿線に位置し、住宅や事務所などが立ち並ぶ。域内の東半分のさくら通り沿線はさくら通り土地区画整理事業が実施された地区である。長者に所在する郡山警察署長者交番、および堂前町に所在する郡山消防署本署がそれぞれ管轄にあたる。

## 世帯数と人口
2025年1月1日現在の世帯数と人口は以下の通りである。
| 町丁   | 世帯数  | 人口    |
| ------ | ------- | ------- |
| 虎丸町 | 619世帯 | 1,141人 |

## 小・中学校の学区
市立小・中学校に通う場合、学区は以下の通りとなる。
| 番地 | 小学校             | 中学校                 |
| ---- | ------------------ | ---------------------- |
| 全域 | 郡山市立芳山小学校 | 郡山市立郡山第二中学校 |

## 交通

### 道路
- 一級市道29号荒井長者線
- 一級市道34号麓山一丁目久保田線
- 一級市道37号虎丸町久保田線（東部幹線 計画路線）

## 施設等
- 郡山市労働福祉会館
- 郡山虎丸町郵便局
- 東邦銀行 郡山営業部
- ツルハドラッグ 郡山さくら通り店
- ファミリーマート 郡山虎丸町店
- セブンイレブン 虎丸店
  - 日本のコンビニエンスストアで初めて24時間営業を開始した店舗である[5]。
- 吉野家 郡山さくら通り店
- ホテルハマツ
- 福島テレビ 郡山支社
- 芳山公園（清水台遺跡）
- 鐘堂公園
- カトリック郡山教会